# House Arrest
House Arrest (bra: Uma Família Quase Perfeita; prt: Pequenos Rebeldes) é um filme estadunidense de 1996, uma comédia estrelada por Jamie Lee Curtis e Kevin Pollak. Foi dirigido por Harry Winer. Ele também é estrelado por Jennifer Tilly, Wallace Shawn, Caroline Aaron, Christopher McDonald, Sheila McCarthy e uma promissora Jennifer Love Hewitt.
O filme foi lançado em 27 de novembro de 1996 e arrecadou apenas US$7 milhões nas bilheterias. Foi amplamente criticado pelos críticos, particularmente pelo crítico de Chicago Gene Siskel, que o críticou e deu ao filme zero estrelas de 4. O filme recebeu críticas negativas dos críticos e atualmente detém uma classificação de 10% em Rotten Tomatoes com base em 30 comentários. O consenso afirma: "Construído a partir de clichês, personagens finamente escritos e equívocos fundamentais da natureza humana, House Arrest é um desperdício (e irresponsável) de um elenco talentoso".
O filme foi filmado em vários locais nos estados da Califórnia e Ohio. Monrovia, Califórnia, foi o local de várias cenas de casas externas, enquanto a maioria das tomadas internas foi feita no estacionamento da CBS/Radford em Studio City, Califórnia. A história foi ambientada em Defiance, Ohio, embora outra cidade, Chagrin Falls, Ohio, na verdade, dobrasse por causa disso.

## Sinopse
O filme começa mostrando os Beindorfs, Janet (Jamie Lee Curtis), Ned (Kevin Pollak), Grover (Kyle Howard) e Stacy (Amy Sakasitz), uma família supostamente feliz vivendo uma típica vida familiar nos subúrbios de Defiance, Ohio. É revelado que Janet e Ned não estão felizes e, de fato, se separam, embora digam aos filhos que não é um divórcio. Grover e Stacy primeiro tentam recriar a lua de mel de seus pais no porão, mas isso não traz qualquer felicidade em seu relacionamento. As crianças então deixam o porão dizendo a seus pais que devem ter outra surpresa para eles no andar de cima. Eles sobem, fecham a porta e pregam. Eles prometem mantê-lo assim até que seus pais resolvam seus problemas.
No dia seguinte, Grover diz a seu melhor amigo, Matt Finley (Mooky Arizona), o que ele fez e T.J. Krupp (Russel Harper), o rico valentão local, ouve a conversa. Matt vai até a casa dos Beindorf para olhar o trabalho das crianças e fica impressionado. T.J. aparece para dar uma olhada e realmente instala uma porta mais nova e segura para manter os pais presos. Ele e Matt, em seguida, saem para pegar seus pais e trazê-los para a casa dos Beindorfs para trancá-los também. O pai de Matt, Vic (Wallace Shawn), nunca mantém uma esposa por mais de dois anos e o pai de T.J., Donald (Christopher McDonald), não trata bem sua esposa, Gwenna (Sheila McCarthy). Matt também traz seu buldogue, Cosmo, e dois irmãos mais novos, Jimmy (Alex Seitz) e Teddy (Josh Wolford) (que vêm armados com sacos de dormir) e T.J. traz sua jibóia, Spot. Quando Grover pergunta o que está acontecendo em resposta a seus amigos montando acampamento em sua casa, T.J. responde com "Nossos pais podem ficar lá por meses!"
Janet e Ned quase convencem Grover a deixar todos sair, mas Donald (que é advogado) o ameaça com uma ação legal. Grover descobre que sua garota dos sonhos, Brooke Figler (Jennifer Love Hewitt), também está tendo problemas com os pais: sua mãe, Cindy (Jennifer Tilly), age como uma adolescente, indo tão longe a ponto de tentar sair com os amigos de Brooke. Grover a convida para trancar Cindy com o resto dos pais. As crianças começam a ajudar seus pais a resolver seus problemas. Eles tentam encontrar uma maneira de sair do porão enquanto se dão bem e ver o que cada um dos seus problemas são. As crianças também resolvem suas diferenças umas com as outras. Eles acabam cedendo pela polícia e seus pais são libertados. É revelado no final que Ned e Janet se reconciliaram e deram uma segunda lua de mel ao Havaí. O casamento de Vic e Louise durou além da marca de dois anos e eles estão esperando outro filho. Donald e Gwenna se divorciaram, embora mais tarde ela tenha voltado para a faculdade de direito e eles abriram um escritório de advocacia juntos. Cindy começou a namorar outros homens em vez de se intrometer nos encontros de Brooke. Além disso, Grover e Brooke se tornaram namorado e namorada e ela o beijou apaixonadamente na frente de seus colegas na escola por um longo tempo, causando um momento um pouco estranho para os observantes. No entanto, ele concluiu que, se seus pais tentassem se divorciar novamente, ele poderia pensar em trancá-los no sótão.

## Elenco
- Kyle Howard - Gregory Alan "Grover" Beindorf
- Jamie Lee Curtis - Janet Beindorf
- Kevin Pollak - Ned Beindorf
- Amy Sakasitz - Stacy Beindorf
- Mooky Arizona - Matthew "Matt" Finley
- Wallace Shawn - Victor "Vic" Finley
- Caroline Aaron - Louise Finley
- Alex Seitz - Jimmy Finley
- Josh Wolford - Teddy Finley
- Herbert Russell (Russel Harper) - Theodore Joseph "T.J." Krupp
- Christopher McDonald - Donald Krupp
- Sheila McCarthy - Gwenna Krupp
- Jennifer Love Hewitt - Brooke Figler
- Jennifer Tilly - Cindy Figler
- Ben Stein como Ralph Doyle
- Ray Walston - chefe Rocco

## Prêmios e indicações
| Premiação           | Categoria                                    | Recipiente              | Resultado                   |
| ------------------- | -------------------------------------------- | ----------------------- | --------------------------- |
| Young Artist Awards | Melhor performance de ator em longa-metragem | Kyle Howard             | Indicado[carece de fontes?] |
| Young Artist Awards | Melhor canção                                | "Too Good to Wake From" | Indicado[carece de fontes?] |
| Young Artist Awards | Melhor trilha sonora                         | Bruce Broughton         | Indicado[carece de fontes?] |